# Luník IX
Luník IX – osiedle romskie (enklawa biedy) będące częścią Koszyc na Słowacji (powiat Koszyce II). Położone na wzgórzu na południowy zachód od centrum Koszyc. Sąsiaduje z osiedlami Barca, Juh, Myslava, Pereš oraz Západ.

## Nazwa
Nazwa Luník to określenie części trzeciego co do wielkości osiedla na Słowacji – Nové Mesto, które składa się z ośmiu takich części (Luník I-VIII). Po ukończeniu budowy tychże, nastąpiła budowa eksperymentalnego Luníka IX, który jednak znajdował się w znacznej odległości od innych Luníków. Luník IX nie jest uważany za część Novégo Mesta i zgodnie z Ustawą Rady Narodowej Republiki Słowackiej z dnia 1 października 1990 w sprawie miasta Koszyce 401/1990 Zb. jest odrębną częścią miasta z własnym samorządem.

## Historia
Osiedle zostało pierwotnie wymyślone i wybudowane w latach 70. XX w., jako osiedle typu ABC, które miało stanowić miejsce zamieszkania dla żołnierzy (A – armia), milicjantów (B – bezpieczeństwo) i nielicznych Romów (C – Cyganie). Jednak metraż izb był tu znacznie większy, niż słowacki standard dla tamtych czasów, co powoduje podejrzenia, że z góry przeznaczone było do zasiedlenia przez rodziny bardzo wielodzietne. W latach 1981–1989 odsetek Romów osiągnął połowę mieszkańców osiedla (około 2000 osób). Wysiedlono tu m.in. Romów, którzy nielegalnie zamieszkiwali rewitalizowaną koszycką starówkę. W 1995 powstała koncepcja stworzenia na Luníku dzielnicy dla osób nieprzystosowanych społecznie, niepłacących czynszu itp. Obecnie zamieszkują tutaj prawie wyłącznie Romowie, a osiedle jest ogromnym problemem społecznym dla miasta i zaczynem wielu niepokojów.
W 2008 władze Koszyc postanowiły wyburzyć dwa z bloków, z uwagi na zaburzenia statyki obiektów. W 2012 zostały wyburzone kolejne trzy bloki, a w 2014 kolejny budynek. Liczba mieszkań na osiedlu w 2014 roku wynosiła 408 w stosunku do 666 w roku 2008.

## Demografia
Osiedle stanowi największe słowackie skupisko ludności romskiej i prawdopodobnie największą tego rodzaju dzielnicę w Europie. W 2005 na osiedlu żyło około 5300 osób (z czego 4400 oficjalnie), a 2200 z nich to były dzieci. Rodzi się tam 150–170 dzieci rocznie, śmiertelność noworodków wynosi 5%.

## Charakterystyka
Osiedle ma bardzo niskie standardy życia: media takie jak gaz, elektryczność czy woda zostały odcięte, ponieważ Romowie nie płacili za ich użytkowanie. Przez zalegające śmieci oraz palenie w piecach czym popadnie, również standardy zdrowotne są niskie, a choroby takie jak biegunka, świerzb, wszawica, zapalenie wątroby i zapalenie opon mózgowych są powszechne. Bezrobocie na osiedlu jest bliskie 100%. Na obszarze osiedla istnieje jedna szkoła i jedno przedszkole.
Luník IX obsługiwany jest przez linię autobusową numer 11, która zatrzymuje się tylko na wybranych przystankach autobusowych. Wejście do autobusu jest dozwolone tylko przez drzwi przednie. Z powodu częstych ataków agresywnych mieszkańców, kierowcy autobusów jeżdżący na linii otrzymują dodatkowe bonusy pieniężne za ryzyko w pracy.